# Something in the Water
"Something in the Water" is een nummer van de Nieuw-Zeelandse singer-songwriter Brooke Fraser. Het nummer werd uitgebracht op haar album Flags uit 2010. Op 2 augustus werd het nummer uitgebracht als de eerste single van het album.

## Achtergrond
"Something in the Water" is geschreven door Fraser en Scott Ligertwood en geproduceerd door Fraser. Volgens haar is het nummer "anders dan dat je van mij zou verwachten". Het werd een nummer 1-hit in haar thuisland Nieuw-Zeeland, waarmee het haar vijfde single was die deze positie bereikte. Ook betekende het nummer haar internationale doorbraak: het kwam in Australië tot plaats 29 en haalde ook in een aantal Europese landen de hitlijsten. Zo werd in Duitsland, Luxemburg, Oostenrijk en Zwitserland de top 10 bereikt. In Nederland kwam de single tot plaats 22 in de Top 40 en plaats 25 in de Single Top 100, terwijl in Vlaanderen de single niet in de Ultratop 50 terecht kwam en bleef steken op de dertiende plaats in de "Bubbling Under"-lijst.

## Hitnoteringen

### Nederlandse Top 40
| Hitnotering: 30-07-2011 t/m 12-11-2011 | Hitnotering: 30-07-2011 t/m 12-11-2011 | Hitnotering: 30-07-2011 t/m 12-11-2011 | Hitnotering: 30-07-2011 t/m 12-11-2011 | Hitnotering: 30-07-2011 t/m 12-11-2011 | Hitnotering: 30-07-2011 t/m 12-11-2011 | Hitnotering: 30-07-2011 t/m 12-11-2011 | Hitnotering: 30-07-2011 t/m 12-11-2011 | Hitnotering: 30-07-2011 t/m 12-11-2011 | Hitnotering: 30-07-2011 t/m 12-11-2011 | Hitnotering: 30-07-2011 t/m 12-11-2011 | Hitnotering: 30-07-2011 t/m 12-11-2011 | Hitnotering: 30-07-2011 t/m 12-11-2011 | Hitnotering: 30-07-2011 t/m 12-11-2011 | Hitnotering: 30-07-2011 t/m 12-11-2011 | Hitnotering: 30-07-2011 t/m 12-11-2011 | Hitnotering: 30-07-2011 t/m 12-11-2011 | Hitnotering: 30-07-2011 t/m 12-11-2011 |
| Week                                   | 1                                      | 2                                      | 3                                      | 4                                      | 5                                      | 6                                      | 7                                      | 8                                      | 9                                      | 10                                     | 11                                     | 12                                     | 13                                     | 14                                     | 15                                     | 16                                     |                                        |
| -------------------------------------- | -------------------------------------- | -------------------------------------- | -------------------------------------- | -------------------------------------- | -------------------------------------- | -------------------------------------- | -------------------------------------- | -------------------------------------- | -------------------------------------- | -------------------------------------- | -------------------------------------- | -------------------------------------- | -------------------------------------- | -------------------------------------- | -------------------------------------- | -------------------------------------- | -------------------------------------- |
| Nummer                                 | 38                                     | 37                                     | 32                                     | 32                                     | 26                                     | 30                                     | 35                                     | 33                                     | 25                                     | 23                                     | 22                                     | 25                                     | 27                                     | 27                                     | 32                                     | 38                                     | uit                                    |

### Single Top 100
| Hitnotering: 16-07-2011 t/m 10-12-2011 | Hitnotering: 16-07-2011 t/m 10-12-2011 | Hitnotering: 16-07-2011 t/m 10-12-2011 | Hitnotering: 16-07-2011 t/m 10-12-2011 | Hitnotering: 16-07-2011 t/m 10-12-2011 | Hitnotering: 16-07-2011 t/m 10-12-2011 | Hitnotering: 16-07-2011 t/m 10-12-2011 | Hitnotering: 16-07-2011 t/m 10-12-2011 | Hitnotering: 16-07-2011 t/m 10-12-2011 | Hitnotering: 16-07-2011 t/m 10-12-2011 | Hitnotering: 16-07-2011 t/m 10-12-2011 | Hitnotering: 16-07-2011 t/m 10-12-2011 | Hitnotering: 16-07-2011 t/m 10-12-2011 |
| Week                                   | 1                                      | 2                                      | 3                                      | 4                                      | 5                                      | 6                                      | 7                                      | 8                                      | 9                                      | 10                                     | 11                                     | 12                                     |
| -------------------------------------- | -------------------------------------- | -------------------------------------- | -------------------------------------- | -------------------------------------- | -------------------------------------- | -------------------------------------- | -------------------------------------- | -------------------------------------- | -------------------------------------- | -------------------------------------- | -------------------------------------- | -------------------------------------- |
| Nummer                                 | 40                                     | 51                                     | 52                                     | 53                                     | 35                                     | 30                                     | 26                                     | 31                                     | 25                                     | 26                                     | 28                                     | 28                                     |
| Week                                   | 13                                     | 14                                     | 15                                     | 16                                     | 17                                     | 18                                     | 19                                     | 20                                     | 21                                     | 22                                     |                                        |                                        |
| Nummer                                 | 34                                     | 27                                     | 31                                     | 31                                     | 45                                     | 43                                     | 55                                     | 53                                     | 62                                     | 82                                     | uit                                    |                                        |

### NPO Radio 2 Top 2000
Something in the Water stond alleen in 2011 in de NPO Radio 2 Top 2000, op plek 1460.